# JVCKenwood
JVCKenwood Corporation (株式会社JVCケンウッド Kabushiki-gaisha JVC Ken'uddo?), estilizada como JVCKENWOOD, es una empresa de electrónica multinacional japonesa con sede en Yokohama, Japón. Se formó a partir de la fusión de Victor Company of Japan, Ltd (JVC) y Kenwood Corporation el 1 de octubre de 2008. Tras su creación, Haruo Kawahara de Kenwood era el presidente del holding, mientras que el presidente de JVC, Kunihiko Sato, era el presidente de la empresa. JVCKenwood se centra en la electrónica del hogar y del automóvil, los sistemas inalámbricos para el mercado mundial de la electrónica de consumo, la transmisión profesional, CCTV y equipos y sistemas de radio digital y analógico de dos vías.

## Historia
El 1 de octubre de 2008, Victor Company of Japan, Ltd (JVC) y Kenwood Corporation firmaron un acuerdo para integrar su gestión mediante el establecimiento de una sociedad de cartera conjunta (transferencia de acciones). La sociedad de cartera conjunta se denominó JVC Kenwood Holdings, Inc.
El lunes 31 de mayo de 2010, JVC Kenwood anunció que terminaría la producción de videocámaras en Japón en marzo de 2011 y trasladaría la producción al extranjero para reducir las pérdidas.
El 1 de agosto de 2011, JVC Kenwood Holdings, Inc. pasó a llamarse JVCKenwood Corporation y se finalizó una fusión de tipo absorción para las subsidiarias de JVC y Kenwood, que se produjo dos meses después. La fusión por absorción puso fin a la operación separada de dos empresas.
El 25 de marzo de 2014, JVCKenwood adquirió el 100% de la propiedad de EF Johnson Technologies, con el fin de «aumentar su cuota de mercado del sistema LMR profesional y de seguridad pública de América del Norte P25». EF Johnson se convirtió en una subsidiaria de propiedad total.
El 10 de diciembre de 2018, JVCKenwood adquirió el 40% de la propiedad de Tait Communications.

## Afiliados a JVC Kenwood

### Marcas
- JVC: consta de equipos de audio, cámaras, monitores médicos, utilidades de seguridad y proyectores. Conocido por producir el primer televisor para el mercado japonés en 1939 y desarrolló el sistema de video hogareño (VHS) a principios de la década de 1970.
- Kenwood: consta de dispositivos para el automóvil, equipos de audio personales y domésticos de alta fidelidad, equipos profesionales de comunicación por radio bidireccional, así como equipos de radioaficionados .
- Victor: consiste en equipos de audio para el segmento de gama alta.

### Filiales
- EF Johnson Technologies: empresa de radio portátil multibanda.
- Victor Entertainment: distribuye música, películas y otros productos de entretenimiento.